# Oman na Letnich Igrzyskach Olimpijskich 1992
Oman na Letnich Igrzyskach Olimpijskich 1992 reprezentowało pięciu zawodników (sami mężczyźni). Był to trzeci start reprezentacji Omanu na letnich igrzyskach olimpijskich.

## Skład kadry

### Lekkoatletyka

#### Konkurencje biegowe

##### Mężczyźni
| Zawodnik                   | Konkurencja   | Eliminacje | Eliminacje | Ćwierćfinały | Ćwierćfinały | Półfinały | Półfinały | Finał | Finał   | Źródło |
| Zawodnik                   | Konkurencja   | Czas       | Pozycja    | Czas         | Pozycja      | Czas      | Pozycja   | Czas  | Pozycja | Źródło |
| -------------------------- | ------------- | ---------- | ---------- | ------------ | ------------ | --------- | --------- | ----- | ------- | ------ |
| Ahmed Al-Moamari Bashir    | Bieg na 100 m | 11.58      | 8.         | NQ           | NQ           | NQ        | NQ        | NQ    | NQ      | [ 1 ]  |
| Abdullah Salem Al-Khalidi  | Bieg na 200 m | 22.48      | 8.         | NQ           | NQ           | NQ        | NQ        | NQ    | NQ      | [ 2 ]  |
| Mohamed Al-Malky           | Bieg na 400 m | 48.00      | 6.         | NQ           | NQ           | NQ        | NQ        | NQ    | NQ      | [ 3 ]  |
| Abdullah Mohamed Al-Anbari | Bieg na 800 m | 1:50.72    | 7.         | —            | —            | NQ        | NQ        | NQ    | NQ      | [ 4 ]  |

### Strzelectwo

#### Mężczyźni
| Zawodnik          | Konkurencja                      | Eliminacje | Eliminacje | Finał  | Finał        | Finał   | Źródło |
| Zawodnik          | Konkurencja                      | Punkty     | Pozycja    | Punkty | Suma punktów | Pozycja | Źródło |
| ----------------- | -------------------------------- | ---------- | ---------- | ------ | ------------ | ------- | ------ |
| Khalifa Al-Khatry | Karabin małokalibrowy leżąc 50 m | 588 pkt    | 43.        | NQ     | NQ           | NQ      | [ 5 ]  |